# Yury Shafinsky
Bản mẫu:Eastern Slavic name
Yury Nikolayevich Shafinsky (tiếng Nga: Юрий Николаевич Шафинский; sinh ngày 6 tháng 5 năm 1994) là một thủ môn bóng đá người Nga hiện tại thi đấu cho F.K. Tom Tomsk.

## Sự nghiệp
Anh có màn ra mắt tại Russian Second Division cho F.K. Lokomotiv-2 Moskva vào ngày 5 tháng 11 năm 2013 trong trận đấu với FC Pskov-747 Pskov.
Vào ngày 12 tháng 8 năm 2015, Shafinsky ký một bản hợp đồng 4 năm cùng với F.K. Anzhi Makhachkala.